# It Is the Business of the Future to Be Dangerous
It Is the Business of the Future to Be Dangerous es el decimoctavo álbum de estudio de Hawkwind, lanzado por Essential en 1993.
El disco fue grabado en los Barking Dog Studios, propiedad del guitarrista Dave Brock, contando con la misma formación del álbum anterior, con Brock, Alan Davey y Richard Chadwick, y una vez más fue coproducido por el trío y Paul Cobbold.
El título del disco ("Es el negocio del futuro para ser peligroso") es una frase del matemático inglés Alfred North Whitehead, esta misma cita también aparecía en los créditos del álbum "Space Ritual", de 1973.
La versión del famoso tema de The Rolling Stones, "Gimme Shelter", está cantada por el batería Richard Chadwick, no obstante existe una versión anterior, que Hawkwind grabó con la cantante Samantha Fox para un sencillo de caridad, la cual fue incluida como bonus track en la reedición del sello Atomhenge.

## Lista de canciones
1. "It Is the Business of the Future to Be Dangerous" (Dave Brock, Richard Chadwick, Alan Davey) – 6:23
2. "Space Is Their (Palestine)" (Brock) – 11:46
3. "Tibet Is Not China (Part 1)" (Davey) – 3:39
4. "Tibet Is Not China (Part 2)" (Brock, Chadwick, Davey) – 3:20
5. "Let Barking Dogs Lie" (Brock, Chadwick, Davey) – 9:01
6. "Wave Upon Wave" (Davey) – 3:13
7. "Letting in the Past" [o "Looking in the Future"] (Brock) – 2:53
8. "The Camera That Could Lie" (Brock) – 4:56
9. "3 or 4 Erections in the Course of a Night" (Brock, Davey) – 2:02
10. "Techno Tropic Zone Exists" (Brock) – 4:30
11. "Gimme Shelter" (Mick Jagger, Keith Richards) – 5:34
12. "Avante" (Brock, Chadwick, Davey) – 6:00

## Personal
- Dave Brock: guitarra, voz, teclados
- Alan Davey: bajo, voz
- Richard Chadwick: batería, voz